# Мягмардуламын Нандинцэцэг
Мягмардуламын Нандинцэцэг (монг. Мягмардуламын Нандинцэцэг; род. 3 июня 1988, Улан-Батор) — монгольская боксёрша. Призёр чемпионата мира 2018 года. Призёр летних Азиатских игр 2014 года, а также чемпионатов Азии. Член сборной Монголии по боксу.

## Карьера
Восьмикратная победительница национального чемпионата в весовой категории до 51 кг (с 2010 по 2017 гг.).
На чемпионатах Азии завоевала серебряную (2010 год) и две бронзовые (2015 и 2017 гг.) медали в весовой категории до 51 кг.
На летних Азиатских играх в Корее, в 2014 году, завоевала бронзовую медаль в категории до 51 кг.
В 2018 году перешла в категорию до 54 кг. На 10-м чемпионате мира по боксу среди женщин в Индии, в поединке 1/2 финала, 22 ноября 2018 года, монгольская спортсменка встретилась с болгаркой Стойкой Петровой, уступила ей 0:5 и завершила выступление на мировом первенстве, завоевав бронзовую медаль.